# Drechslera portulacae
Drechslera portulacae är en svampart som först beskrevs av Rader, och fick sitt nu gällande namn av de Hoog & Oorschot 1983. Drechslera portulacae ingår i släktet Drechslera och familjen Pleosporaceae.   Inga underarter finns listade i Catalogue of Life.